# Ju Hye-ri
Ju Hye-ri (* 21. Februar 1991) ist eine ehemalige südkoreanische Skilangläuferin.

## Werdegang
Ju startete im Februar 2009 im Alpensia Resort erstmals im Skilanglauf-Far-East-Cup und belegte dabei den neunten Platz über 10 km Freistil und den achten Rang über 5 km klassisch. Bei der Winter-Universiade 2011 in Erzurum errang sie den 55. Platz über 5 km klassisch, den 47. Platz im Sprint und den zehnten Platz mit der Staffel. In der Saison 2015/16 kam sie im Far-East-Cup viermal unter die ersten Zehn. Dabei holte sie im Alpensia Resort über 10 km Freistil ihren ersten Sieg und erreichte zum Saisonende den vierten Platz in der Gesamtwertung. Im Februar 2016 wurde sie südkoreanische Meisterin im Sprint, im 15-km-Massenstartrennen und über 10 km klassisch. Ihre ersten Weltcuprennen lief sie zu Beginn der Saison 2016/17 in Ruka und belegte dabei den 79. Platz über 10 km klassisch und den 76. Rang im Sprint. Ende Januar 2017 wurde sie südkoreanische Meisterin im Skiathlon und im Sprint. Im folgenden Monat gewann sie bei den Winter-Asienspielen 2017 in Sapporo die Bronzemedaille mit der Staffel. In der Saison 2017/18 lief sie bei den Olympischen Winterspielen 2018 in Pyeongchang auf den 79. Platz über 10 km Freistil, auf den 67. Rang im Sprint sowie zusammen mit Lee Chae-won auf den 21. Platz im Teamsprint und startete in Seefeld in Tirol letztmals im Weltcup, wobei sie den 73. Platz im 10-km-Massenstartrennen errang. Dies war auch ihre beste Platzierung in dieser Rennserie.

## Siege bei Continental-Cup-Rennen
| Nr. | Datum           | Ort         | Disziplin      | Serie        |
| --- | --------------- | ----------- | -------------- | ------------ |
| 1.  | 27. Januar 2016 | Pyeongchang | 10 km Freistil | Far East Cup |